# روكس (باد كاليه)
روكس، باد كاليه (بالفرنسية: Rœux)‏ هي بلدية تقع في إقليم باد كاليه من منطقة نور با دو كاليه في شمال فرنسا. تبلغ مساحة هذه المدينة 4.87 (كم²)، وترتفع عن سطح البحر 59 م، يبلغ عدد سكانها 1397 نسمة حسب إحصاء المعهد الوطني للإحصاء والدراسات الاقتصادية سنة 2009 م. وترأس Arnold Normand البلدية خلال فترة (2008-2014).